# Бластоцист
Бластоцист представља бластулу човека; састоји се од два дела:
- трофобласта (учествује у даљем развићу у образовању плаценте),Од њега ће настати хорион (1 од ембрионалних завоја)
- бластоцела (централне шупљине) и
- ембриобласта, тј. унутрашње масе (од њега ће у даљем развићу настати сам ембрион, сви клицини листови (ендодерм, ектодерм и мезодерм) и вителусна кеса).